# Age of Empires II: Rise of the Rajas
Age of Empires II: Rise of the Rajas, ook wel afgekort als AoR, is na The Conquerors, The Forgotten en  The African Kingdoms de vierde uitbreiding op Age of Empires II: The Age of Kings. Het uitbreidingspakket, ontwikkeld door Forgotten Empires en Skybox Labs, is exclusief te spelen via de HD-versie van Age of Empires II, die eerder werd uitgebracht op Steam. Het spel dat gelanceerd werd op 19 december 2016, speelt zich af in middeleeuws Zuidoost-Azië.

## Toevoegingen en veranderingen
Deze uitbreiding voegt vier beschavingen toe, namelijk de Birmezen, de Khmer, de Maleiers en ten slotte de Vietnamezen. Voorts zijn er nieuwe campagnes, een verbeterde AI en verschillende soorten nieuwe kaarten.

### Campagnes
Elke nieuwe campagne is opgebouwd rond de geschiedenis van een van de vier nieuwe beschavingen uit het spel. Bij de Maleiers ligt de focus op de  figuur van Gajah Mada, leider van het koninkrijk Majapahit.  De campagne van de Khmer gaat over de veldslagen, tegen omliggende mogendheden, van Suryavarman I, koning van de Khmer van het jaar 1006 tot en met het jaar 1050. De strijd van de Vietnamese keizer Lê Lợi tegen de Chinezen vormt de leidraad voor de campagne van de Vietnamezen. De Birmese campagne ten slotte gaat over de pogingen van koning Bayinnaung om zijn rijk uit te breiden. 

### Gebouwen

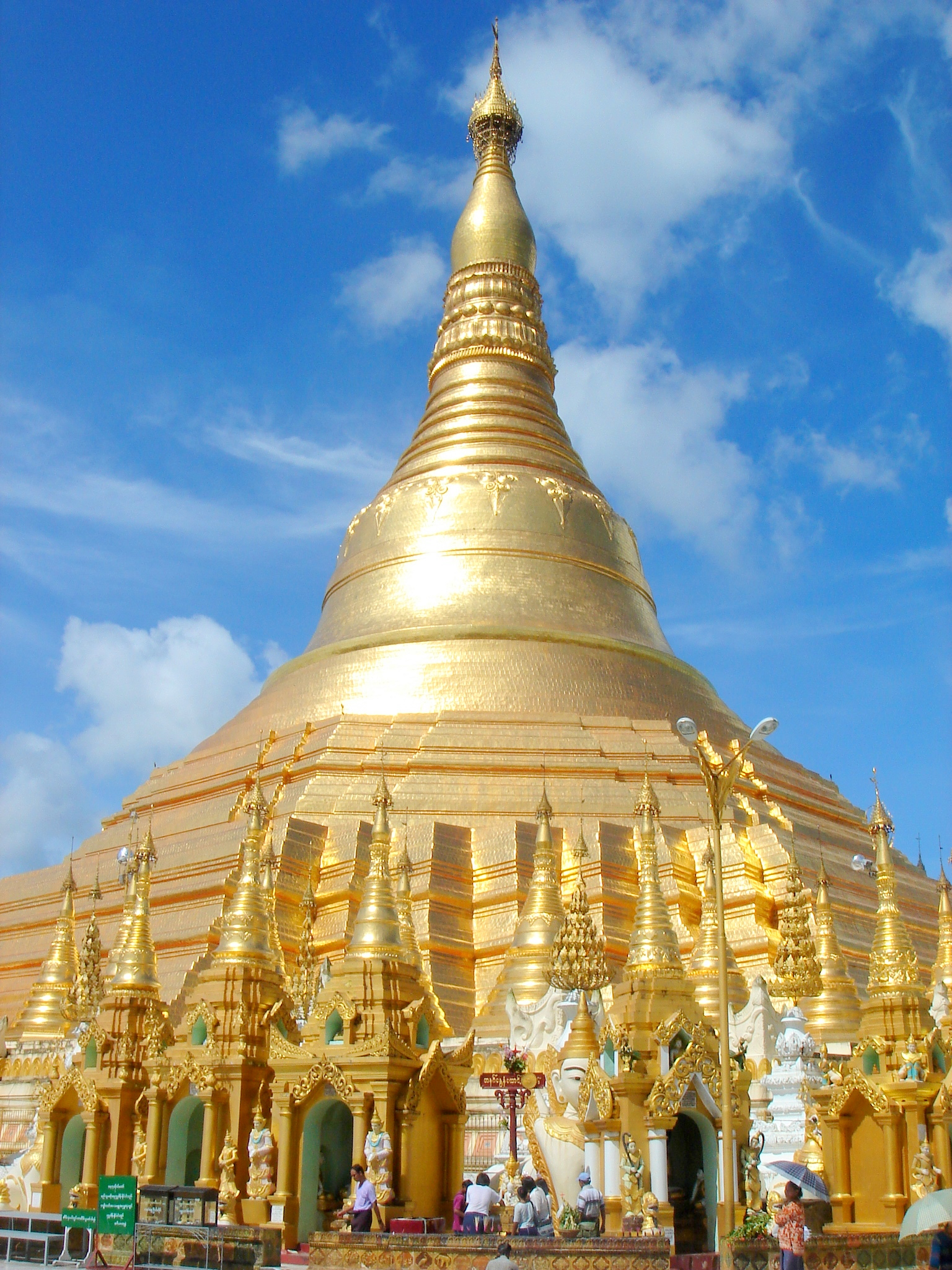
De Schwedagonpagode, het wonder van de Birmezen.

Zoals bij de vorige uitbreidingspakketten, heeft elke nieuwe beschaving een eigen wonder.
| Beschaving  | Wonder           |
| ----------- | ---------------- |
| Birmezen    | Schwedagonpagode |
| Khmer       | Ankor Wat        |
| Maleiers    | Candi Kalasan    |
| Vietnamezen | Bút Tháp         |

Elke toegevoegde beschaving maakt bovendien gebruik van de nieuwe Zuidoost-Aziatische gebouwenset.

### Eenheden

#### Unieke Eenheden
- Arambai (Birmezen)
- Krijgsolifanten met ballista (Khmer)
- Rotanboogschutters (Vietnamezen)
- Karambitstrijder (Maleiers)

#### Algemene Eenheden
Elke nieuwe beschaving kan in zijn stallen krijgsolifanten maken, die afhankelijk van het volk waarmee gespeeld wordt, specifieke sterktes en zwaktes hebben. Ook zal elke beschaving ( behalve de beschavingen die geen 'elite skirmishers' hebben), die samenspeelt met de Vietnamezen, ‘imperial skirmishers’ kunnen maken. 
Age of Empires · The Rise of Rome
Age of Empires II · The Conquerors · The Forgotten · The African Kingdoms · Rise of the Rajas · Lords of the West
Age of Mythology · The Titans · Tale of the Dragon
Age of Empires III · The War Chiefs · The Asian Dynasties 
 Age of Empires IV 
 Age of Empires Online